# بجاربازار
بجاربازار (بالفارسية: بجاربازار) هي قرية تقع في البلدة المركزية في إيران. يقدر عدد سكانها بـ 646 نسمة بحسب إحصاء 2016.